# ローガン法
ローガン法（ローガンほう、英語: Logan Act）はアメリカ合衆国の連邦政府の法律（合衆国法典第18編第953条 18 U.S.C. § 953 ）で、アメリカ合衆国と争っている外国と政府の許可がない個人が交渉することを禁じて、違反者へ罰金または禁錮を定めている。政府の意図に反して個人が交渉することを防ぐ意図がある。
この法律はジョージ・ローガン（George Logan）が「擬似戦争」（1798～1800年）に関連して無許可の交渉を1798年にフランスとした後に、1799年にジョン・アダムズ大統領の時（1799年）に施行され、その後最後の修正は1994年におこなわれており、ローガン法違反は重犯罪（Felony）である。
これまでローガン法違反で告発は1件あったが、起訴は行われていない。

## 最近の話題
- 2015年7月に締結されたイラン核開発合意（Iran Nuclear Deal）をオバマ政権（民主党）が交渉中の同年3月に、アメリカ合衆国上院議員47名（全て共和党員）がイランに直接手紙を送ったのはローガン法違反なので懲罰すべしという請願に30万人の署名を集めている。 [2]

- 2017年2月にトランプ政権の国家安全保障問題担当大統領補佐官マイケル・フリンが辞任したという報道（2016年アメリカ合衆国大統領選挙におけるロシアの干渉）の中で、2016年12月にローガン法違反があった疑いが言及されている。[3]